# 新島民治
新島 民治（にいじま たみじ、1807年3月22日〈文化4年2月14日〉 - 1887年〈明治20年〉1月30日）は、日本の武士（安中藩士）。新島襄の実父。字は敬徳、のちに公勤で、通称は金吉、弁喜、民治。号は崋山である。
文化4年（1807年）に上野国吾妻郡郷原村（現群馬県吾妻郡東吾妻町）に生まれた。
文政元年（1818年）、父・新島弁治が江戸藩邸に詰めることになったのに従い江戸に移る。天保2年（1831年）4月に浦和宿出身の中田とみと結婚する。天保14年（1843年）に長男・七五三太（後の新島襄）が生まれる。その頃、民治は江戸祐筆見習いであった。嘉永6年（1853年）には中小姓格、文久元年（1861年）には中小姓になる。明治維新後の明治2年（1869年）4月に安中に移った。
明治3年（1870年）8月10日に父・弁治が死去すると家督を継いだが、11月には隠居し、次男の双六に家督を譲った。
明治10年（1877年）4月に襄が住んでいた京都新烏丸頭町に身を寄せた。同年3月4日に洗礼を受けて西京第二公会に入会した。
明治20年（1887年）に死去した。

## 関連作品
テレビドラマ
- 『八重の桜』（2013年、NHK大河ドラマ、演：清水綋治）